# América Uno
América Uno är en ort i Mexiko.   Den ligger i kommunen Gómez Palacio och delstaten Durango, i den centrala delen av landet, 800 km nordväst om huvudstaden Mexico City. América Uno ligger 1 141 meter över havet och antalet invånare är 188.
Terrängen runt América Uno är kuperad åt sydväst, men åt nordost är den platt. Runt América Uno är det tätbefolkat, med 308 invånare per kvadratkilometer. Närmaste större samhälle är Gómez Palacio, 18,6 km sydost om América Uno. Omgivningarna runt América Uno är i huvudsak ett öppet busklandskap.